# Guantánamo
Guantánamo város Kuba délkeleti végén, Santiago de Cuba városától kb. 65–70 km-re, Havannától kb. 970 km-re keletre. Az azonos nevű, agrár jellegű tartomány székhelye és kereskedelmi központja.
Jelentős cukorgyárai, kávépörkölő, bőrcserző és konfekcióipari üzemei vannak. A tartományban népszerű a fafaragás és a szövés, továbbá a lakosok jelentős része kakaó-, paradicsom-, cukornád- és kávétermesztésből él.
A La Guantanamera című dallamot Joseíto Fernández népszerűsítette. Majd az 1960-as években Pete Seeger amerikai folkénekes átdolgozta, híressé téve a város nevét az egész világon.
A Guantánamói-öböl, mely partjának közelében a város fekszik, az USA haditengerészeti támaszpontja. 117 km²-es területét 1903-ban adták bérbe az USA-nak.

## Kerületek
A város 10 nagy kerületre van osztva:
- Loma del Chivo
- Caribe
- El Sur
- El Norte
- Los Cocos
- Santa María
- San Justo
- El Oeste
- Confluentes
- Reparto Obrero

## Híres személyek
- itt született Ángel Fournier (1987–2023) világbajnoki ezüstérmes evezős, olimpikon.

## Fordítás
Ez a szócikk részben vagy egészben  a   Guantánamo című spanyol Wikipédia-szócikk fordításán alapul.  Az eredeti cikk szerkesztőit annak laptörténete sorolja fel. Ez a jelzés csupán a megfogalmazás eredetét és a szerzői jogokat jelzi, nem szolgál a cikkben szereplő információk forrásmegjelöléseként.